# Xylophanes turbata
Xylophanes turbata là một loài bướm đêm thuộc họ Sphingidae. Nó được tìm thấy ở México to Nicaragua và Costa Rica. An occasional stray may be found tới miền nam Arizona.
Sải cánh dài 62–63 mm. 
Có một lứa một năm, con trưởng thành bay vào tháng 5, tháng 6 và tháng 7 in Costa Rica.
Ấu trùng ăn các loài Hamelia patens và Psychotria microdon và probably other Rubiaceae. Larvae have brown và green color morphs.